# Klub Środowiskowy Akademicki Związek Sportowy Wrocław
Il Klub Środowiskowy Akademicki Związek Sportowy Wrocław, noto anche come AZS Breslavia, è una squadra di calcio femminile polacca con sede a Breslavia. Ha vinto per otto stagioni consecutive l'Ekstraliga Kobiet e quattro volte la Puchar Polski. Ha partecipato a sette edizioni della UEFA Women's Cup. Nella stagione 2016-2017 partecipa all'Ekstraliga Kobiet.

## Storia
La società fu fondata nel 1997 e la guida della squadra fu affidata a Przemysławowi Przyłuskiemu. La prima stagione disputata in Ekstraliga Kobiet terminò con un terzo posto, nonostante le difficoltà logistiche incontrate dalla squadra nel corso dell'anno. Nelle due stagioni successive consolidò la sua posizione ai vertici del campionato polacco con un quarto e un secondo posto. Nella stagione 2000-2001 arrivò il primo titolo nazionale, con la vittoria della Ekstraliga Kobiet a scapito delle campionesse in carica del Czarni Sosnowiec, grazie alla differenza reti negli scontri diretti, avendo concluso il campionato in testa a pari punti. Questa stagione diede il via a un'egemonia durata otto anni in cui l'AZS Breslavia ha vinto otto Ekstraliga Kobiet consecutive. Negli stessi anni partecipò a sette edizioni della UEFA Women's Cup, inclusa la prima edizione della competizione. In tutte e sette le partecipazioni l'AZS Breslavia partì dalla fase a gironi, superandola solo nell'edizione 2004-2005 e nell'edizione 2004-2005, quando raggiunse la seconda fase a gironi, terminando sempre fuori dalle prime due posizioni che ammettevano ai quarti di finale. Nonostante fosse campione di Polonia in carica, non partecipò alla UEFA Women's Cup 2007-2008, poiché quasi tutte le calciatrici erano impegnate nella XXIV Universiade. Dal 2008 in poi la squadra è sempre rimasta ai vertici della Ekstraliga Kobiet, sempre però riuscire a vincere altri campionati.

## Palmarès
- Campionato polacco: 8

2000-2001, 2001-2002, 2002-2003, 2003-2004, 2004-2005, 2005-2006, 2006-2007, 2007-2008
- Coppa di Polonia femminile: 4

2002-2003, 2003-2004, 2006-2007, 2008-2009

## Statistiche

### Partecipazioni alle competizioni europee
| Stagione | Competizione     | Fase                     | Avversario                 | Risultato | Risultato | Risultato |
| Stagione | Competizione     | Fase                     | Avversario                 | andata    | ritorno   | aggregato |
| -------- | ---------------- | ------------------------ | -------------------------- | --------- | --------- | --------- |
| 2001-02  | UEFA Women's Cup | gironi di qualificazione | Hapoel Tel Aviv            | 7-0       | 7-0       | 7-0       |
| 2001-02  | UEFA Women's Cup | gironi di qualificazione | FFC Berna                  | 1-3       | 1-3       | 1-3       |
| 2001-02  | UEFA Women's Cup | gironi di qualificazione | Arsenal                    | 1-2       | 1-2       | 1-2       |
| 2002-03  | UEFA Women's Cup | gironi di qualificazione | HJK Helsinki               | 0-2       | 0-2       | 0-2       |
| 2002-03  | UEFA Women's Cup | gironi di qualificazione | Sursee                     | 0-1       | 0-1       | 0-1       |
| 2002-03  | UEFA Women's Cup | gironi di qualificazione | Bangor City                | 6-3       | 6-3       | 6-3       |
| 2003-04  | UEFA Women's Cup | fase a gironi            | Kolbotn                    | 2-15      | 2-15      | 2-15      |
| 2003-04  | UEFA Women's Cup | fase a gironi            | Juvisy                     | 0-3       | 0-3       | 0-3       |
| 2003-04  | UEFA Women's Cup | fase a gironi            | University College Dublino | 3-0       | 3-0       | 3-0       |
| 2004-05  | UEFA Women's Cup | prima fase a gironi      | Cardiff City Ladies        | 2-1       | 2-1       | 2-1       |
| 2004-05  | UEFA Women's Cup | prima fase a gironi      | KÍ Klaksvík                | 5-1       | 5-1       | 5-1       |
| 2004-05  | UEFA Women's Cup | prima fase a gironi      | Metalist Charkiv           | 2-0       | 2-0       | 2-0       |
| 2004-05  | UEFA Women's Cup | seconda fase a gironi    | Torres                     | 0-5       | 0-5       | 0-5       |
| 2004-05  | UEFA Women's Cup | seconda fase a gironi    | Turbine Potsdam            | 1-4       | 1-4       | 1-4       |
| 2004-05  | UEFA Women's Cup | seconda fase a gironi    | Montpellier                | 2-0       | 2-0       | 2-0       |
| 2005-06  | UEFA Women's Cup | prima fase a gironi      | Arsenal Charkiv            | 5-0       | 5-0       | 5-0       |
| 2005-06  | UEFA Women's Cup | prima fase a gironi      | AEK Kokkinochorion         | 11-0      | 11-0      | 11-0      |
| 2005-06  | UEFA Women's Cup | prima fase a gironi      | Maccabi Holon              | 1-0       | 1-0       | 1-0       |
| 2005-06  | UEFA Women's Cup | seconda fase a gironi    | Arsenal                    | 1-3       | 1-3       | 1-3       |
| 2005-06  | UEFA Women's Cup | seconda fase a gironi    | Brøndby                    | 1-3       | 1-3       | 1-3       |
| 2005-06  | UEFA Women's Cup | seconda fase a gironi    | Lada Tol'jatti             | 3-3       | 3-3       | 3-3       |
| 2006-07  | UEFA Women's Cup | prima fase a gironi      | ŽFK Skiponjat              | 4-1       | 4-1       | 4-1       |
| 2006-07  | UEFA Women's Cup | prima fase a gironi      | HJK                        | 0-1       | 0-1       | 0-1       |
| 2006-07  | UEFA Women's Cup | prima fase a gironi      | Zuchwil 05                 | 2-2       | 2-2       | 2-2       |
| 2008-09  | UEFA Women's Cup | fase a gironi            | Naftokhimik Kalush         | 0-1       | 0-1       | 0-1       |
| 2008-09  | UEFA Women's Cup | fase a gironi            | Levadia Tallinn            | 4-0       | 4-0       | 4-0       |
| 2008-09  | UEFA Women's Cup | fase a gironi            | PAOK                       | 4-0       | 4-0       | 4-0       |

## Organico

### Rosa 2016-2017
Rosa come da sito ufficiale.
| N. |                    | Ruolo | Calciatrice           |
| -- | ------------------ | ----- | --------------------- |
|    | Polonia (bandiera) | P     | Anna Bocian           |
|    | Polonia (bandiera) | P     | Jagoda Sapor          |
|    | Polonia (bandiera) | P     | Beata Rydlewska       |
|    | Polonia (bandiera) | D     | Małgorzata Grec       |
|    | Polonia (bandiera) | D     | Emilia Hnatów         |
|    | Polonia (bandiera) | D     | Karolina Iwaśko       |
|    | Polonia (bandiera) | D     | Agnieszka Kaczorowska |
|    | Polonia (bandiera) | D     | Małgorzata Korda      |
|    | Polonia (bandiera) | D     | Karolina Ostrowska    |
|    | Polonia (bandiera) | D     | Aleksandra Parka      |
|    | Polonia (bandiera) | D     | Anita Turkiewicz      |
|    | Polonia (bandiera) | D     | Patrycja Falborska    |
|    | Polonia (bandiera) | C     | Dominika Grabowska    |

| N. |                    | Ruolo | Calciatrice       |
| -- | ------------------ | ----- | ----------------- |
|    | Polonia (bandiera) | C     | Monika Koziarska  |
|    | Polonia (bandiera) | C     | Dorota Kwapisz    |
|    | Polonia (bandiera) | C     | Sylwia Matysik    |
|    | Polonia (bandiera) | C     | Joanna Olszewska  |
|    | Polonia (bandiera) | C     | Anna Tymińska     |
|    | Polonia (bandiera) | C     | Marta Urbaniak    |
|    | Polonia (bandiera) | C     | Joanna Wróblewska |
|    | Polonia (bandiera) | C     | Maria Zbyrad      |
|    | Polonia (bandiera) | C     | Paulina Bączek    |
|    | Polonia (bandiera) | A     | Marta Cichosz     |
|    | Polonia (bandiera) | A     | Kamila Czudecka   |
|    | Polonia (bandiera) | A     | Karolina Wąsowska |
|    | Polonia (bandiera) | A     | Karolina Tylak    |